# Regió Autònoma d'Assab
La regió autònoma d'Assab fou una unitat administrativa d'Etiòpia que va gaudir teòricament d'àmplia autonomia de 1988 a 1991. Fou creada pel Derg el 1987 i va entrar en funcionament el 1988. Comprenia la Dankàlia eritrea i la Dankàlia etiop. Les regions autònomes de l'Etiòpia socialista tenien considerable poder (fins i tot almenys quatre de les cinc van ser dotades de banderes) i en aquest cas a més no era exercit pels militars comunistes sinó pel Moviment Nacional d'Alliberament Àfar, un partit nacionalista progressista àfar separat del Front d'Alliberament Àfar, aliat al Derg.
Però en part per la guerra, en part per la forta presència d'amhares a la capital Assab i en part per la debilitat i desunió del moviment nacionalista àfar, la potencialitat política mai fou ben aprofitada; d'altra banda Assab va esdevenir una base militar i naval de l'exèrcit etíop bàsica en la lluita contra el Front Popular d'Alliberament d'Eritrea (que no obstant tenia una operativitat limitada a la part oriental d'Eritrea). El 25 de maig de 1991 els guerrillers eritreus ocuparen Assab i la regió fou dissolta.